# Bananenstecker

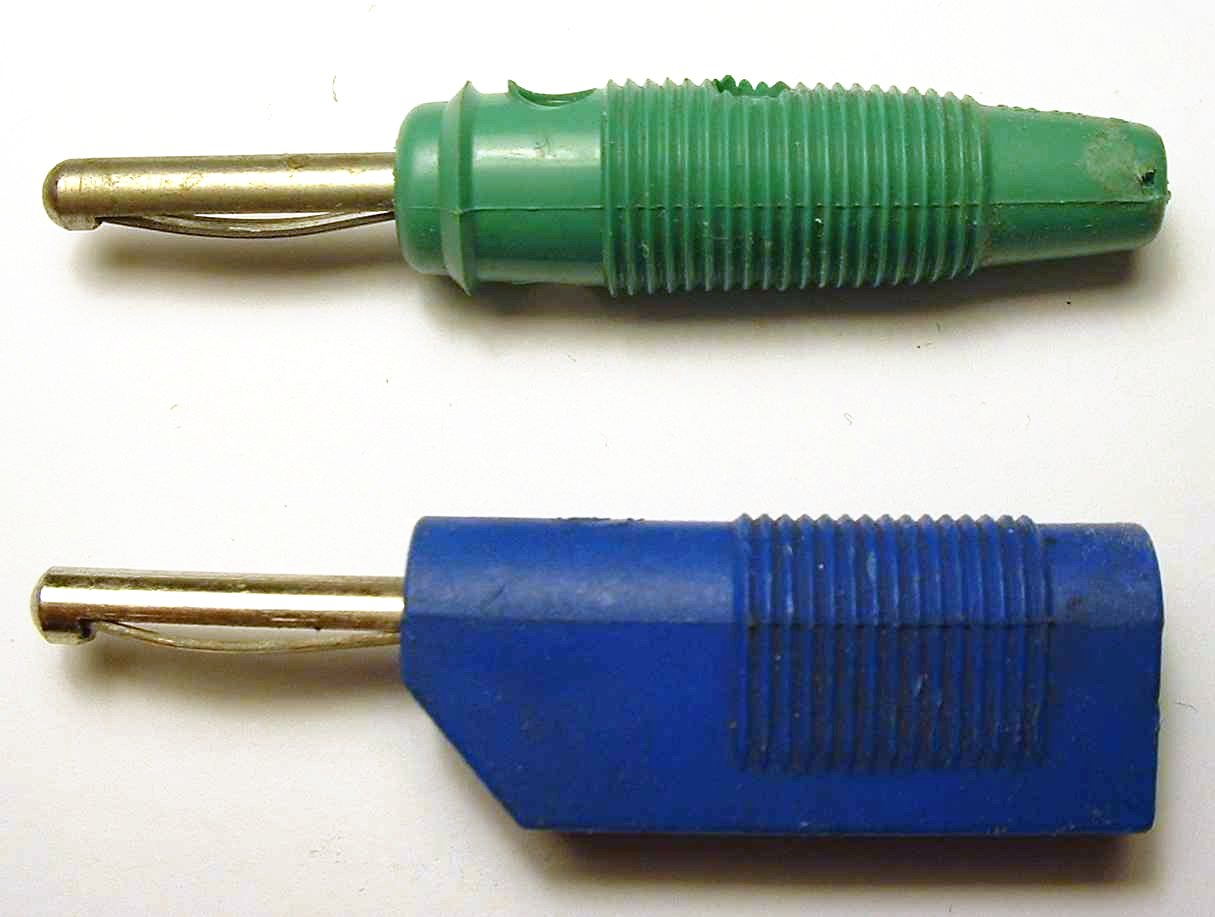
Zwei Bananenstecker, oben mit Querloch, unten mit Kupplung rechts

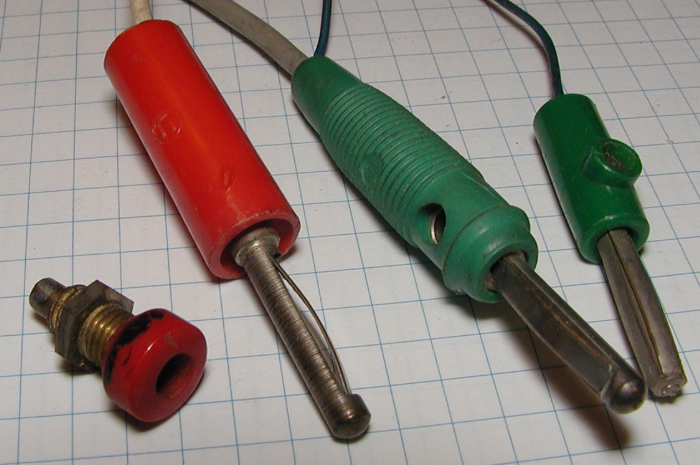
Bananenstecker in verschiedenen Ausführungen sowie eine isolierte Buchse (links); der mittlere Stecker besitzt eine Querbohrung zum Abzweigen einer weiteren Leitung

Ein Bananenstecker ist ein runder Steckstift mit Kontaktfeder (Federstecker oder Lamellenstecker) für Labor, Messgeräte und Experimente. Er ist Bestandteil eines Steckverbinder-Systems für Niederspannung und passt üblicherweise in eine starre Buchse (Bananenbuchse, Telefonbuchse) mit 4 mm Durchmesser. Der Stecker sitzt durch dessen Feder sicher, ist jedoch ohne Werkzeug leicht lösbar. Die Strombelastbarkeit beträgt bis etwa 32 Ampere.

## Geschichte und Verwendung
Der heute noch gebräuchliche Stecker wurde im Jahr 1924 vom Ingenieur Richard Hirschmann entwickelt, um die bis dahin bei Versuchsaufbauten üblichen Federklemmen und Schraubverbindungen abzulösen. Obgleich ähnliche Steckverbindungen schon vorher existierten (mit abweichenden Durchmessern und Längen), bot das Produkt durch seine Gesamtkonstruktion (Kontakt, Federung und Isolierung, damals noch aus Bakelit) solche Vorteile, dass es sich als De-facto-Standard der Labortechnik etablierte.
Im Gegensatz zu vielen anderen Steckverbindungen ist der Stift und nicht die Hülse federnd. Als Gegenstück zum Bananenstecker reicht folglich eine einfache 4-mm-Bohrung in einem Metallblock aus.
Für die Signalübertragung sind Bananenstecker / -buchsen geeignet, allerdings verfügen sie im Gegensatz z. B. zum UHF-Steckverbinder sowie ein älteres koaxiales System mit 4-mm-Stecker über keine Abschirmung gegen Störeinflüsse.
Bananen-Steckverbinder werden als Messleitung, Messkabel, Prüfkabel, Laborkabel sowohl im Labor, im Prüffeld als auch im Feld (Prüfung/Reparatur beim Anwender) verwendet. Die meisten Laborgeräte (Messgeräte, Signalgeneratoren, Labornetzteile) verfügen über 4 mm Bananenbuchsen. Entsprechende Prüfleitungen dieses Systems besitzen teilweise eine Isolation, die für 600 Volt / Überspannungskategorie III geeignet ist. Damit kann sicher an Hausinstallationen gemessen werden, nicht jedoch am Hausanschluss. Oft wird Silikongummi als Leiterisolation verwendet, sodass Berührungen mit dem Lötkolben folgenlos bleiben.

## Gefahren
Bananenstecker passen in Netzsteckdosen, wenn diese nicht mit einer Kindersicherung ausgestattet sind. Zur Vermeidung von Stromunfällen gibt es für die Entnahme von Netzstrom mittels Bananensteckern spezielle Schukostecker mit isolierten Sicherheitsbuchsen.

## Ausführungen

### 4-mm-Stecksystem
Bananenstecker gibt es in sehr vielen Ausführungen. Für Laboraufbauten wichtig ist die fast immer vorhandene Kupplung bzw. das Querloch im Stecker, wodurch schnell weitere Stecker an einen bestimmten Punkt im Versuchsaufbau angeschaltet werden können.
Eine populäre Variante sind die sogenannten Büschelstecker. Hier ist statt der bananenförmig gebogenen Blattfeder eine Anzahl (meist sechs) von federnden Drähten („Käfigfeder“) vorhanden. Meist werden sie mit einem zentralen Dorn und einer Kappe an der Spitze zusammengehalten. Büschelstecker sind günstiger in der Herstellung und leichter zu stecken, haben jedoch höhere Übergangswiderstände. Auch verbreitet sind Stecker, die ein kranzförmiges Federelement besitzen. Diese sind auch in vergoldeter Ausführung verfügbar.
Um einen Berührungsschutz zu gewährleisten, gibt es zwei Verfahren: Zum einen gibt es Bananenstecker, die eine mit Federkraft vorgeschobene Kunststoffbuchse über dem Stecker sowie eine Kunststoffkappe besitzen. Sie passen in herkömmliche Buchsen und Kupplungen. Sie sind begrenzt berührungssicher und daher auch für Netzspannung einsetzbar. Daneben gibt es auch Ausführungen mit starrer Isolierhülse und damit fingersicher, die allerdings nur in passende Buchsen und Kupplungen passen, die die Isolierhülse aufnehmen können. Bei Multimetern wird so ein Berührungsschutz gewährleistet. In dieser Bauform gibt es Stecker (und konfektionierte Kabel) mit Zulassung bis Messkategorie CAT Ⅳ, 1000 V und 32 A.
Auch als Lautsprecherstecker an Verstärkern und Lautsprecherboxen werden oft Bananenbuchsen eingesetzt. Meist sind sie etwas größer und der Isolationskörper ist als Schraubklemme ausgeführt, so dass auch Aderendhülsen oder Kabelschuhe angeklemmt werden können oder die Lautsprecherlitze auch direkt festgeklemmt werden kann (was jedoch mit der Zeit zur Oxidation des Kupfers und einem Anstieg des Übergangswiderstandes führt).
Auch an manchen Messgeräten und Labornetzteilen findet man diese Bauform (Polklemme).
Viele Ausführungen sind untereinander steckbar.

### Andere Durchmesser

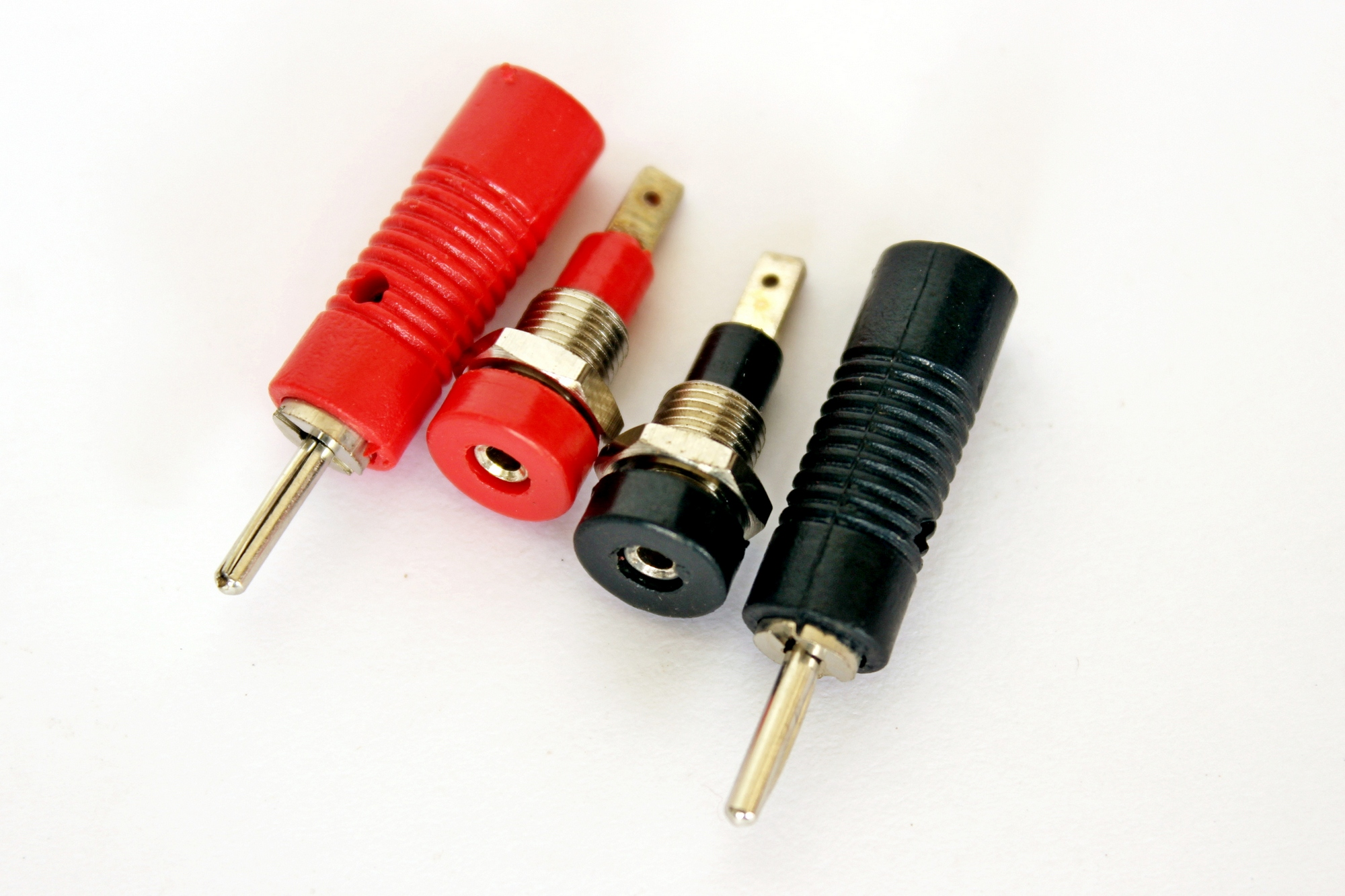
Bananenstecker und passende Buchsen mit 2 mm Durchmesser

Für Laboraufbauten mit kleinen Spannungen und sehr vielen Steckbuchsen existiert auch noch ein Stecksystem mit 2 mm Buchsendurchmesser. Hier werden fast immer Stecker mit kranzförmigem Federelement eingesetzt.
Im Modellbahnbau sind verschiedene Stecksysteme mit 2,4 mm bis 2,6 mm Buchsendurchmesser verbreitet. Wegen des geringeren Herstellungsaufwandes werden hier meist Stecker mit geschlitztem Kontakt verwendet, die mit den klassischen Bananensteckern nur noch das Querloch gemein haben.
Für höhere Ströme gibt es einpolige Steckverbindersysteme mit 6 mm Nenndurchmesser. Sie vertragen Dauerströme von etwa 80 Ampere und sind auch in verriegelbarer Ausführung erhältlich.